# Exocentrus ruandae
Exocentrus ruandae är en skalbaggsart som beskrevs av Stefan von Breuning 1961. Exocentrus ruandae ingår i släktet Exocentrus och familjen långhorningar.
Artens utbredningsområde är Rwanda. Inga underarter finns listade i Catalogue of Life.